# Werner Hänisch
Werner Hänisch (* 22. März 1930 in Döbeln; † 21. Januar 2017 in Potsdam) war ein deutscher Politologe.

## Leben
Nach der Promotion 1961 und der Habilitation 1970 wurde er 1970 Professor für Theorie und Praxis der Außenpolitik der DDR an der Akademie für Staats- und Rechtswissenschaft der DDR.

## Schriften (Auswahl)
- mit Joachim Krüger: Gewaltverzicht und europäische Sicherheit. Berlin 1971, OCLC 250016170.
- mit Dieter Vogl:  Helsinki, Ergebnisse und Perspektiven.  Berlin 1977, OCLC 477870616.
- mit Dieter Vogl und Joachim Krüger: Geschichte der Außenpolitik der DDR. Abriss.  Berlin 1985, OCLC 721013697.
- mit Hartwig Busse und Helga Schirmeister: Die Helsinki-Schlussakte – Grundlage für Sicherheit und Entspannung in Europa.  Berlin 1985, OCLC 721013697.